# Gales en la Copa Mundial de Rugby de 2003
Los Dragones rojos fueron una de las 20 naciones participantes de la Copa Mundial de Rugby de 2003, que se realizó por primera vez en Australia.
Gales llegó al mundial en uno de sus peores momentos históricos, como último del Torneo de las Seis Naciones 2003 y se creía en una posible eliminación ante Italia. No obstante, mostró un buen nivel y superó la fase de grupos por segunda vez consecutiva.

## Plantel

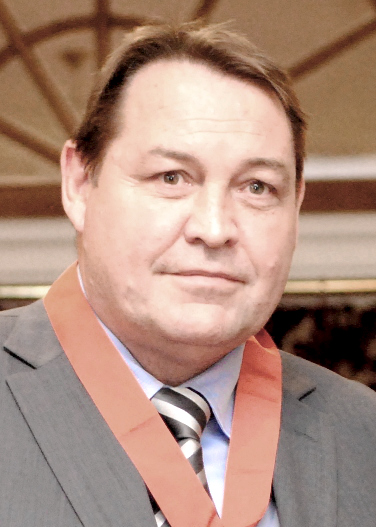
El neozelandés Hansen fue el técnico.

Charvis fue el primer capitán negro de Gales y ergo en una Copa del Mundo.
El técnico kiwi Hansen (44 años), dejó afuera de la convocatoria a: Ben Evans por la promesa James, a Craig Quinnell por indisciplinado y sorprendentemente a Scott Quinnell, pero la mayor polémica fue con las ausencias Dafydd James y Neil Jenkins.

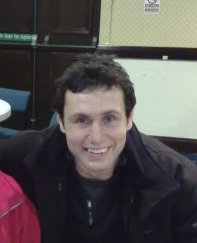
El apertura Stephen Jones fue el mejor jugador.

Las edades son a la fecha del último partido de Gales (9 de noviembre de 2003).
|                          | Jugador          | Edad    | Posición      | Tests | Equipo                |
| ------------------------ | ---------------- | ------- | ------------- | ----- | --------------------- |
| Hookers y Pilares        |                  |         |               |       |                       |
|                          | Huw Bennett      | 20 años | Hooker        | 2     | Ospreys               |
|                          | Mefin Davies     | 31 años | Hooker        | 11    | Celtic Warriors       |
|                          | Paul James       | 21 años | Pilar         | 1     | Ospreys               |
|                          | Gethin Jenkins   | 22 años | Pilar         | 10    | Celtic Warriors       |
| 3                        | Adam Rhys Jones  | 22 años | Pilar         | 2     | Ospreys               |
|                          | Duncan Jones     | 25 años | Pilar         | 5     | Neath RFC             |
| 2                        | Robin McBryde    | 33 años | Hooker        | 26    | Scarlets              |
| 1                        | Iestyn Thomas    | 26 años | Pilar         | 25    | Scarlets              |
| Segundas líneas          |                  |         |               |       |                       |
| 4                        | Brent Cockbain   | 28 años | Segunda línea | 1     | Celtic Warriors       |
|                          | Gareth Llewellyn | 34 años | Segunda línea | 79    | Ospreys               |
| 5                        | Robert Sidoli    | 24 años | Segunda línea | 13    | Celtic Warriors       |
|                          | Chris Wyatt      | 30 años | Segunda línea | 36    | Scarlets              |
| Alas y Octavos           |                  |         |               |       |                       |
| 7                        | Colin Charvis    | 30 años | Ala           | 59    | Tarbes Pyrénées rugby |
| 6                        | Dafydd Jones     | 24 años | Ala           | 10    | Scarlets              |
| 8                        | Alix Popham      | 24 años | Octavo        | 4     | Leeds Tykes           |
|                          | Jonathan Thomas  | 20 años | Octavo        | 4     | Ospreys               |
|                          | Martyn Williams  | 28 años | Ala           | 36    | Cardiff Rugby         |
| Medios scrums            |                  |         |               |       |                       |
| 9                        | Gareth Cooper    | 24 años | Medio scrum   | 10    | Celtic Warriors       |
|                          | Dwayne Peel      | 22 años | Medio scrum   | 21    | Scarlets              |
| Aperturas y Centros      |                  |         |               |       |                       |
| 12                       | Iestyn Harris    | 27 años | Centro        | 17    | Cardiff Rugby         |
| 10                       | Stephen Jones    | 25 años | Apertura      | 31    | ASM Clermont Auvergne |
|                          | Sonny Parker     | 26 años | Centro        | 5     | Celtic Warriors       |
|                          | Tom Shanklin     | 23 años | Centro        | 15    | Cardiff Rugby         |
|                          | Ceri Sweeney     | 23 años | Apertura      | 5     | Celtic Warriors       |
| 13                       | Mark Taylor      | 30 años | Centro        | 40    | Scarlets              |
| Fullbacks y Wings        |                  |         |               |       |                       |
|                          | Garan Evans      | 30 años | Fullback      | 3     | Scarlets              |
| 14                       | Mark Jones       | 24 años | Wing          | 12    | Scarlets              |
|                          | Kevin Morgan     | 26 años | Wing          | 24    | Celtic Warriors       |
| 15                       | Gareth Thomas    | 29 años | Fullback      | 68    | Cardiff RFC           |
|                          | Rhys Williams    | 23 años | Wing          | 30    | Cardiff Rugby         |
| 11                       | Shane Williams   | 26 años | Wing          | 11    | Ospreys               |
| Entrenador: Steve Hansen |                  |         |               |       |                       |

## Participación
Gales integró el grupo D junto a los All Blacks, Italia, los Canucks y la dura Tonga. Cayeron ante Nueva Zelanda 53–37 y ganaron a todos los demás, para avanzar como segundos.

### Cuartos de final
La fase final los retó ante la Rosa del técnico Clive Woodward, quien diagramó: Jason Leonard, el capitán Martin Johnson, Lawrence Dallaglio, Matt Dawson, la estrella Jonny Wilkinson y Jason Robinson.
| 9 de noviembre de 2003 | Inglaterra                                                                  | 28 – 17 (3-10) | Gales                                                            | Estadio Suncorp, Brisbane,                                          |                                                                     |
|                        | Try Greenwood 44' Conversión Wilkinson Penales Wilkinson (6) Drop Wilkinson |                | Tries 30' S. Jones 35' Charvis 71' M. Williams Conversión Harris | Asistencia: 45.252 espectadores Árbitro(s): Alain Rolland (Irlanda) | Asistencia: 45.252 espectadores Árbitro(s): Alain Rolland (Irlanda) |

Los Dragones rojos se fueron al descanso ganando 10–3, pero en la segunda mitad ingresó Mike Catt e Inglaterra mejoró, ya que reemplazó a Wilkinson como pateador en juego y se alivió la presión contra el apertura. Los ingleses atacaron más efectivamente, provocando en Gales desesperados penales defensivos y Wilkinson anotó seis penales y un drop (21 puntos) para triunfar.